# Realisme (international politik)
 For alternative betydninger, se Realisme. (Se også artikler, som begynder med Realisme)
Realisme er en teoriretning indenfor International politik.

## Beskrivelse
Realismen arbejder med en grundlæggende antagelse om, at internationale relationer er konfliktfyldte, og at internationale konflikter ultimativt afgøres med krig (eller trusler derom). Det væsentligste hensyn for den enkelte stat bliver dermed at sikre sin egen overlevelse. Realismen mener således, at international politik først og fremmest handler om magtforholdet mellem staterne i det internationale system.
Realismen arbejder med kerneantagelsen, at det internationale system er et anarkisk system; der er ingen internationale organisationer, der har autoritet over staterne. Mens realismen anerkender, at der er andre aktører end staterne i det internationale system, betragtes disse ikke som væsentlige – flere realister mener, at internationale organisationer bedre kan betegnes som arenaer for staternes handlinger end som selvstændige aktører.

## Realister og neorealister
Realisme opdeles typisk i klassiske realister og neo-realister. Klassiske realistiske værker omfatter blandt andre Thukydid og hans klassiske studium af den peloponesiske krig, Niccolo Machiavellis Fyrsten og Thomas Hobbes' Leviathan. Fælles for de tre forfattere er, at de betragter menneskets i en uløselig situation, hvor usikkerhed og konflikt er væsentlige elementer. De tre værker betragtes ofte som umoralske, men man kan betragte værkerne som højst moralske: I og med, at statens overlevelse er det væsentligste element i international politik, vil det være umoralsk at håbe på, at andre stater ikke vil gøre alt for at udrydde éns egen stat. Statslederen kan derfor komme i situationer, hvor det vil være nødvendigt at handle mod sin egen moral for at sikre statens overlevelse, og klassisk realisme betragter dette som en nødvendighed.

## Realismen og den kolde krig
Realismen fik sit egentlige moderne gennembrud i den indledende fase af den kolde krig. Realisterne opfatter magt som et nulsumsspil i et anarki, hvor staterne som de egentlige aktører kæmper om de givne positioner. For realismens ”fader” Hans Morgenthau var magt det umiddelbare mål for staters adfærd i international politik. Disse måtte ses i lyset af den faktiske bipolaritet under den kolde krig. Polariteten var således givet og i princippet ubevægelig. Konkret betød dette, at studierne især rettede sig mod sikkerhedspolitik og magtbalance. I dette rum ville de enkelte aktører (primært staterne) positionere sig med udgangspunkt i nationale interesser. Positioneringen kunne være aktiv i form af en udvidelse af statens egne magtressourcer eller passiv ved tilpasning til andre staters positionering. Overstatslige og mellemstatslige organisationer opfattes derfor af realister som et instrument for statslige positioneringer.

## Neorealismen
Neo-realismen er mindre normativ i sin tilgang til studiet af internationale relationer. Kenneth Waltz, den ledende neo-realist, forsøger at beskrive staters handlinger ud fra den internationale struktur. Det normative element forsvinder dermed; staterne handler på en given måde, fordi strukturen nødvendiggør disse handlinger. Strukturen i det internationale system er anarkisk. Staterne kan alle betragtes som funktionelt ligestillede; uanset ideologi, kultur eller ledere, så varetager stater de samme grundlæggende funktioner – inddragelse af skatter, forsvar af staten, og så videre. Den eneste forskel er staternes kapabiliteter.

## Teoretikere

### Klassiske realister
- Thukydid
- Niccolò Machiavelli
- Thomas Hobbes
- George F. Kennan
- Hans Morgenthau

### Neorealister
- Christopher Layne
- Joseph Grieco
- Stephen D. Krasner
- John J. Mearsheimer
- Stephen Walt
- Robert J. Art
- Kenneth Waltz

### Neoklassiske realister
- Randall Schweller
- William Wohlforth
- Fareed Zakaria
- Thomas J.Christensen
- Colin Dueck
- Steven Lobell
- Norrim Ripsman
- Jeffrey Taliaferro

### Strategisk realisme
- Thomas Schelling